# Prosoteri
El prosoteri (Prosotherium garzoni) és una espècie extinta de mamífer notoungulat de la família dels hegetotèrids que visqué a Sud-amèrica durant l'Oligocè, fa entre 21 i 29 milions d'anys. Se n'han trobat restes fòssils a les províncies argentines de Chubut i Mendoza. Es tracta de l'única espècie del gènere Prosotherium. Era un 20-30% més gros que els seus parents del gènere Tremacyllus. Els seus caràcters diagnòstics són els diastemes que separen les dents incisives exteriors de les premolars adjacents, el solc mesolabial que té a les premolars superiors i el solc lingual profund que té a les molars superiors. El nom genèric Prosotherium significa ‘bèstia ben avançada’.